# Oh Henry!

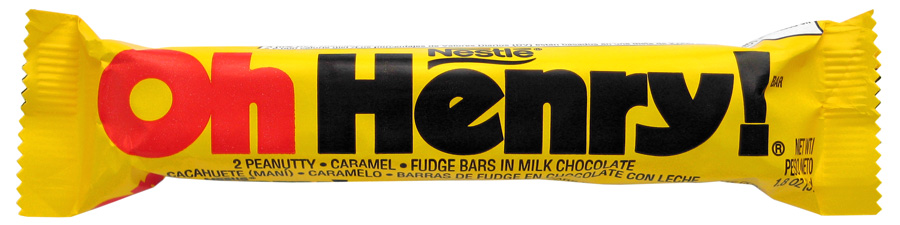
Une barre Oh Henry!

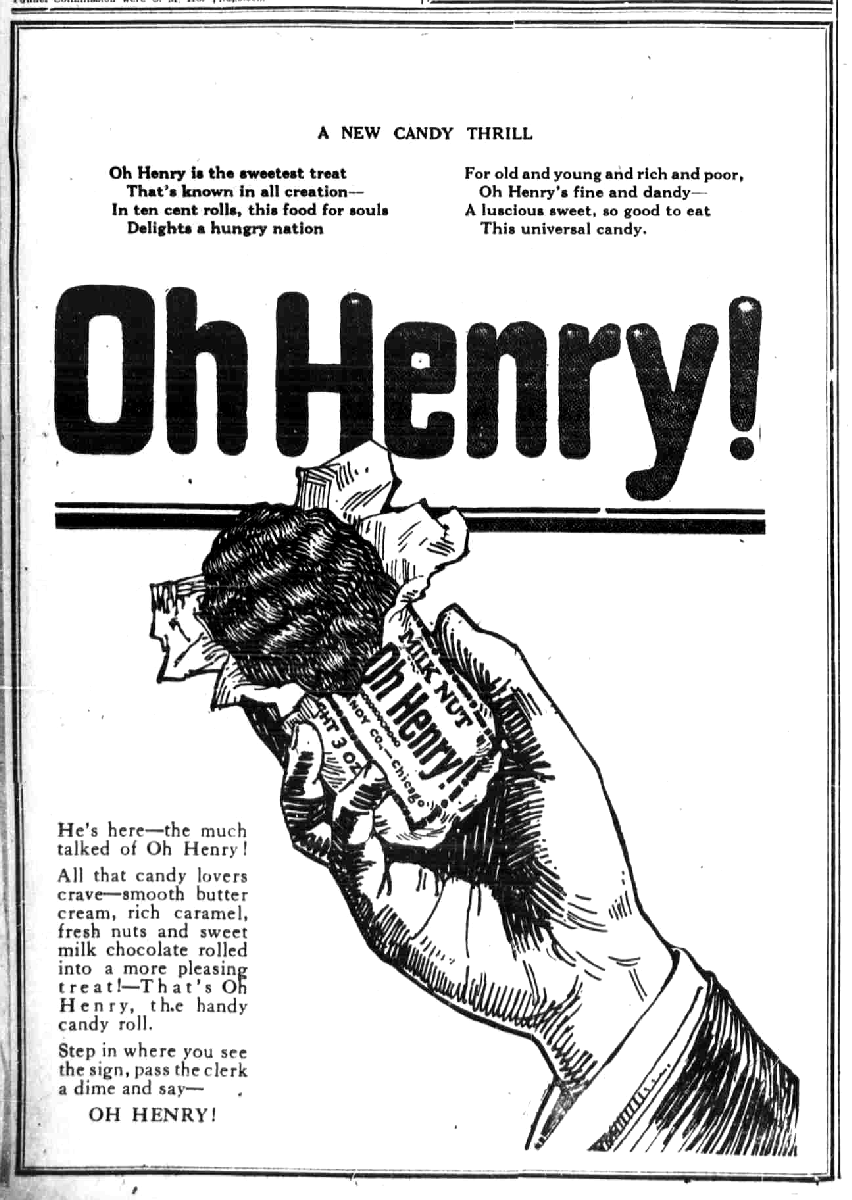
Pub d'un journal new-yorkais pour le produit de 1922.

Oh Henry! est une sucrerie en forme de barre, composée de caramel et de cacahuètes enrobés de chocolat au lait. Elle fut présentée pour la première fois en 1920 par la Williamson Candy Company de Chicago (Illinois). Le nom de cette barre est dû à certaines femmes qui mettaient au point cette sucrerie, en honneur d'un de leurs coéquipiers nommé Henry. On pense que ce nom pourrait aussi être un hommage à l'écrivain américain O. Henry.
En 1923, John Glossinger, employé de la firme Williamson, annonce officiellement qu'il allait faire de la barre "Oh Henry!" un succès d'édition mondial. Les dirigeants de l'entreprise affirmèrent que c'était impossible et lui refusèrent les fonds nécessaires à sa campagne publicitaire. Glossigner décida alors d'aller dans les rues et de coller des autocollants sur lesquels figurait simplement les mots "Oh Henry!" sur les pare-chocs des automobiles. On devint très rapidement curieux de savoir ce qu'était ce "Oh Henry!" et les ventes de ces barres sucrées augmentèrent rapidement.
Nestlé racheta la marque aux États-Unis en 1984. Les barres "Oh Henry!" sont maintenant fabriquées au Canada par The Hershey Company.